# فيروسات بيتشنده
فيروسات بيتشنده هي نوع من الفيروسات، تتبع الفيروس رملي.